# Archembia kotzbaueri
Archembia kotzbaueri is een insectensoort uit de familie Archembiidae, die tot de orde webspinners (Embioptera) behoort. De soort komt voor in Brazilië.
Archembia kotzbaueri is voor het eerst wetenschappelijk beschreven door Navas in 1925.